# プリティー☆チャンネル
「プリティー☆チャンネル」は、わーすたの配信限定シングル。2018年4月9日にiDOL Streetから発売された。

## 概要
前作『WELCOME TO DREAM』に引き続き、配信限定シングルである。本作はミュージックカードの販売もないため、完全なる配信限定シングルとなる。これはわーすたとしては初であり、iDOL StreetとしてもSUPER☆GiRLSの『Survival』以来のことである。
本作の配信については事前告知が一切なく、配信開始後になってからスタッフのTwitterやメンバーのブログで紹介された。ジャケット写真は「WELCOME TO DREAM」のミュージックカードのグループ Ver.の写真が使用されているので、購入時に注意が必要である。
「プリティー☆チャンネル」は、2018年3月29日に代官山UNITで行われた『わーすた3周年ライブ「3rd Anniversary LIVE」』で初披露された。2018年4月8日からはテレビアニメ『キラッとプリ☆チャン』のエンディングテーマとして使用されている。
廣川は「今回の曲のパートは、アニメに出てくるようなキャラクターのテンションや声質を意識して歌った」と述べている。

### ミュージックビデオ
「プリティー☆チャンネル」のミュージックビデオは存在しないが、『キラッとプリ☆チャン』エンディングのサビ以降のパートで三品瑠香(1～11話)、わーすた(12話)、Run Girls, Run!(13話)がそれぞれ実写で踊っていた。このほかに、YouTubeにも「キラッとプリ☆チャンでおどってみた！」のタイトルで動画がアップされている。振付はまこみなが担当した。

## 収録曲
1. プリティー☆チャンネル
作詞：鈴木まなか、作曲・編曲：松坂康司
2. プリティー☆チャンネル (TV Ver.)
3. プリティー☆チャンネル (TV Ver. KARAOKE)

## 音楽配信
本作も『WELCOME TO DREAM』を配信していたダウンロード型もしくはストリーミング型の各サービスで一斉に、『キラッとプリ☆チャン』での初OA日の深夜にあたる4月9日未明に配信され、ハイレゾ音源も同時に配信された。
太字の配信サービスはハイレゾ音源を配信している。

## イベント
CDもミュージックカードも販売しないため、イベントはない。